# Galeocharax
Galeocharax es un género de peces de la familia Characidae en el orden de los Characiformes.

## Especies
Hay tres especies en este género:
- Galeocharax gulo (Cope, 1870)
- Galeocharax humeralis (Valenciennes, 1834)
- Galeocharax knerii (Steindachner, 1879)